# Cybaster
Cybaster ou Cybuster (魔装機神サイバスター, Masō Kishin Saibasutā) é um anime de 26 episódios, centrado em ações com mechas, exibido no Japão entre 3 de maio de 1999 e 25 de outubro de 1999. Os mechas da série foram baseados na série de jogos eletrônicos Super Robot Wars.

## Enredo
A história se passa no Japão de 2040, após um desastre ter ocorrido em Tóquio em 2009. O personagem principal Ken Ando se junta a uma companhia designada a limpar Tóquio chamada DC. Depois que um misterioso robô começou a atacar os membros de limpeza da DC, a organização começa um processo de militarização com o personagem descobrindo os segredos que ela esconde.

## Músicas
- Abertura: Senshi yo, tachiagare (戦士よ、起ち上がれ!)
Letra: Tetsuo Kudo / composição: Masatoshi Sakashita  / arranjo: Kenichi Sudo / intérprete: Masaaki Endo
Essa música teve uma grande reputação e terminou em 5º lugar na categoria músicas tema no 4º concurso do Kobe Animation (アニメーション神戸).

- Abertura: nothing
Letra, arranjo, intérprete: Hitomi Yaida / composição: Masatoshi Sakashita  / arranjo: Masato Kamata, WATER